# Paracordyloporus melanganus
Paracordyloporus melanganus är en mångfotingart som beskrevs av Chamberlin 1951. Paracordyloporus melanganus ingår i släktet Paracordyloporus och familjen Chelodesmidae. Inga underarter finns listade i Catalogue of Life.